# Cultura simbólica
La cultura simbólica, o cultura inmaterial, es la capacidad de aprender y transmitir tradiciones de comportamiento de una generación a la siguiente mediante la invención de cosas que existen enteramente en el ámbito simbólico. La cultura simbólica se suele concebir como el reino cultural construido y habitado exclusivamente por Homo sapiens y se diferencia de la cultura ordinaria, que poseen muchos otros animales. La cultura simbólica es estudiada por arqueólogos, antropólogos sociales y sociólogos. A partir de 2018, sin embargo, surgieron algunas pruebas de un origen neandertal de la cultura simbólica. La cultura simbólica contrasta con la cultura material, que involucra entidades físicas de valor cultural e incluye el uso, consumo, creación y comercio de objetos.
Ejemplos de cultura simbólica incluyen conceptos (como el bien y el mal), inventos míticos (como dioses e inframundos) y construcciones sociales (como promesas y juegos de fútbol). La cultura simbólica es un dominio de hechos objetivos cuya existencia depende, paradójicamente, de la creencia colectiva. Un sistema monetario, por ejemplo, existe solo mientras la gente siga teniendo fe en él. Cuando la confianza en los hechos monetarios se derrumba, los "hechos" en sí mismos desaparecen de repente. Lo mismo se aplica a la ciudadanía, el gobierno, el matrimonio y muchas otras cosas que la gente de nuestra propia cultura considera "reales". El concepto de cultura simbólica se basa en la semiótica y enfatiza la forma en que la cultura distintivamente humana está mediada por signos y conceptos. En sociología, Emile Durkheim, Claude Lévi-Strauss, Clifford Geertz y muchos otros han enfatizado el aspecto simbólico de la cultura claramente humana.

## Emergencia evolutiva
Desde un punto de vista darwiniano, la cultura simbólica ha resultado difícil de explicar. Una dificultad es que el concepto en sí mismo a menudo parece inquietante y filosóficamente inaceptable para los científicos naturales. La ciencia moderna se estableció en oposición a la idea de que las ficciones culturalmente aceptadas pueden equipararse con los hechos. Sin embargo, el concepto de cultura simbólica requiere que comprendamos esa posibilidad paradójica. Mucho antes de la invención de Internet a finales del siglo XX, la evolución permitió a los humanos revolotear entre dos reinos, la realidad por un lado, la realidad virtual por el otro. La cultura simbólica es un entorno de entidades virtuales que carecen de contrapartes en el mundo real.
Alguna vez se pensó que el arte y la cultura simbólica surgieron por primera vez en Europa hace unos 40.000 años, durante la transición del Paleolítico Medio al Superior, a menudo denominada "explosión simbólica" o revolución del Paleolítico superior. Algunos arqueólogos todavía se adhieren a este punto de vista. Otros ahora aceptan que la cultura simbólica probablemente surgió en el África subsahariana en una fecha mucho más temprana, durante el período conocido como la Edad de Piedra Media. La evidencia consiste en tradiciones de ocre molido con una fuerte selección del color rojo, ejemplos de los llamados crayones ocre que parecen haber sido usados con propósitos de diseño, probablemente en el cuerpo, y grabados geométricos en bloques de ocre. Todo esto aparentemente formaba parte de una industria cosmética que data de hace entre 100.000 y 200.000 años. Una teoría es que esto constituye evidencia de una tradición ritual. Además, desde hace unos 100.000 años, hay conchas perforadas que parecen mostrar signos de desgaste, lo que sugiere que se ensartaron para hacer collares. Si la tradición ocre se ha interpretado correctamente, constituye una prueba del primer "arte" del mundo, un aspecto de la "cultura simbólica", en forma de ornamentación personal y pintura corporal. Inicialmente se respondió que los sistemas decorativos de solo pigmento son meras exhibiciones individualistas, no necesariamente indicativas de ritual, mientras que las tradiciones de cuentas dan testimonio del lenguaje, las relaciones institucionalizadas y la cultura ritual y simbólica a gran escala. Más recientemente, sin embargo, quienes hacen esta crítica han admitido que la evidencia del uso de pigmentos ocre, que se remonta a hace 300.000 años, debe ser reconocida como el medio duradero más antiguo que testifica de una tradición ritual colectiva.